# Pánuco (fiume)
Il Pánuco (in spagnolo Río Pánuco) è un fiume del Messico, tributario del Golfo del Messico. Nella parte alta del suo corso prende il nome dapprima di río Moctezuma, poi di río Tula.

## Percorso
Il fiume nasce sull'altopiano messicano ed assume il nome di Pánuco (dal huasteco pano, passaggio e co, luogo) nella parte bassa del suo corso, da Veracruz e Tamaulipas fino alla foce di Tampico.